# جيم كوتريل
جيم كوتريل (بالإنجليزية: Jim Cottrell)‏ هو لاعب كرة قدم أمريكية أمريكي، ولد في 13 يناير 1983 في كاسل روك في الولايات المتحدة.